# Grand lac Saint-François
Pour les articles homonymes, voir Saint-François.
Ne doit pas être confondu avec lac Saint-François.
Le Grand lac Saint-François est un plan d'eau douce s'étendant dans les municipalités de Lambton et Saint-Romain dans la municipalité régionale de comté (MRC) Le Granit, ainsi que les municipalités de Sainte-Praxède, Saint-Joseph-de-Coleraine et Adstock, dans la MRC de Les Appalaches, dans la région administrative de Chaudière-Appalaches, au Québec, au Canada.
Situé en milieu forestier, ce lac est l'un des principaux attraits du parc national de Frontenac. La villégiature est très dense sur le littoral nord du Grand lac Saint-François. La surface de ce plan d'eau est généralement gelée de la mi-novembre à la fin avril ; néanmoins la période de circulation sécuritaire sur la glace est habituellement de la mi-décembre à la fin mars.

## Géographie
Ce grand lac de l'Estrie s'étend dans les MRC des Appalaches et du Granit. Ce plan d'eau s'étire en partie dans le parc national de Frontenac.
Le Grand lac Saint-François est alimenté en eaux par :
- côté sud : ruisseau Rouge qui passe au nord de Saint-Romain ;
- côté sud-ouest : rivière Felton qui coule vers le nord ; décharge des lacs à Barbue, des Îles, Egan, "du Brochet", "des Atacas" et Équerre ; décharge du lac des Ours. Ces eaux se déversent dans la baie Sauvage ;
- côté ouest : ruisseau du Marécage qui se déverse dans la baie Giguère ;
- côté nord : rivière Ashberham ; rivière de l'Or dans la municipalité de Saint-Joseph-de-Coleraine ;
- côté nord-est : rivière Muskrat ; Petite rivière Muskrat ; ruisseau Couture. Ces cours d'eau se déversent dans la baie aux Rats Musqués ;
- côté est : rivière aux Bluets ; la Petite rivière ; décharge du Petit lac Lambton.

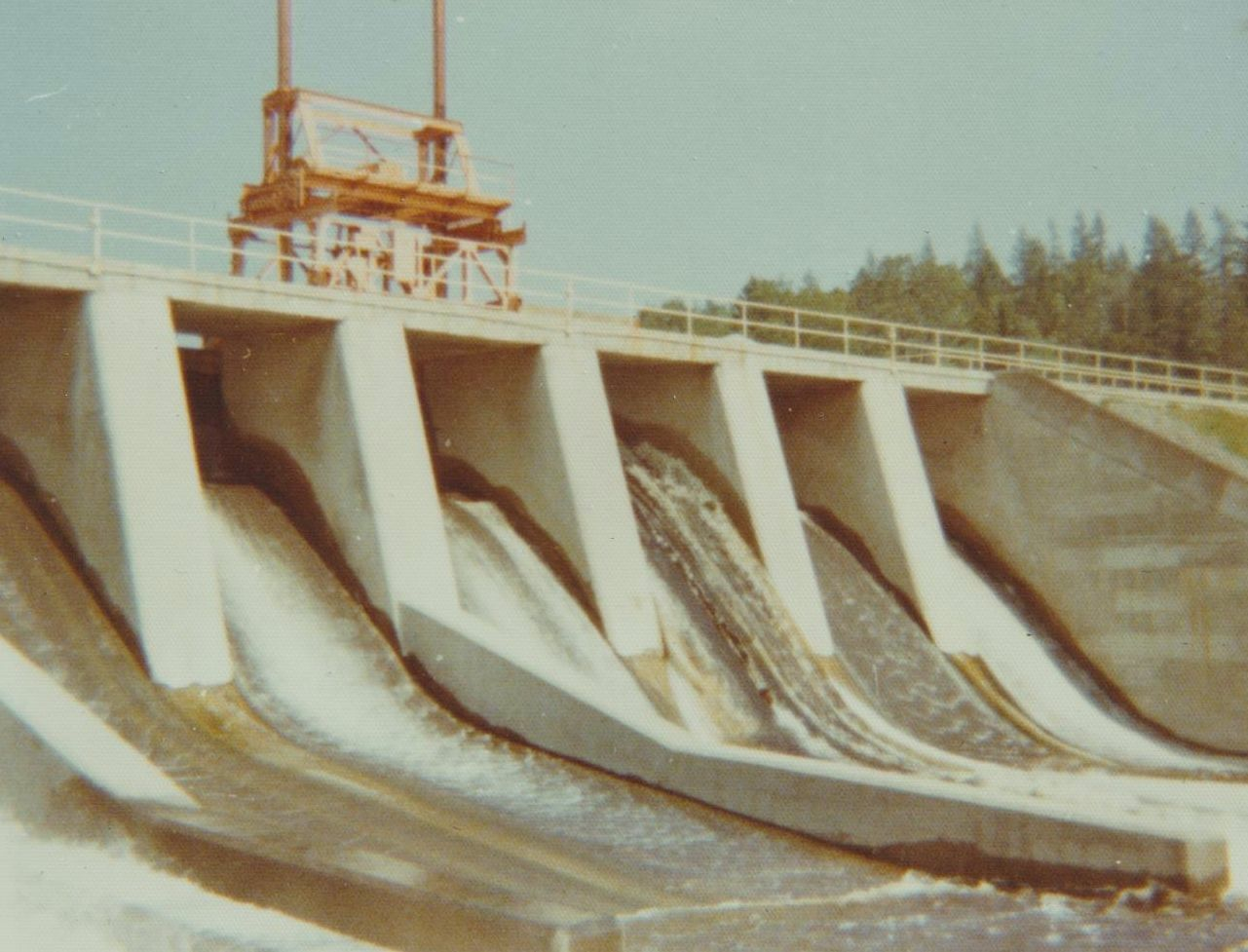
Barrage Jules-Allard au grand lac Saint-François dans les années 1980. Il est situé dans la municipalité de Saint-Joseph-de-Coleraine. Ce barrage a été remplacé depuis. La rivière St-François commence à cet endroit.

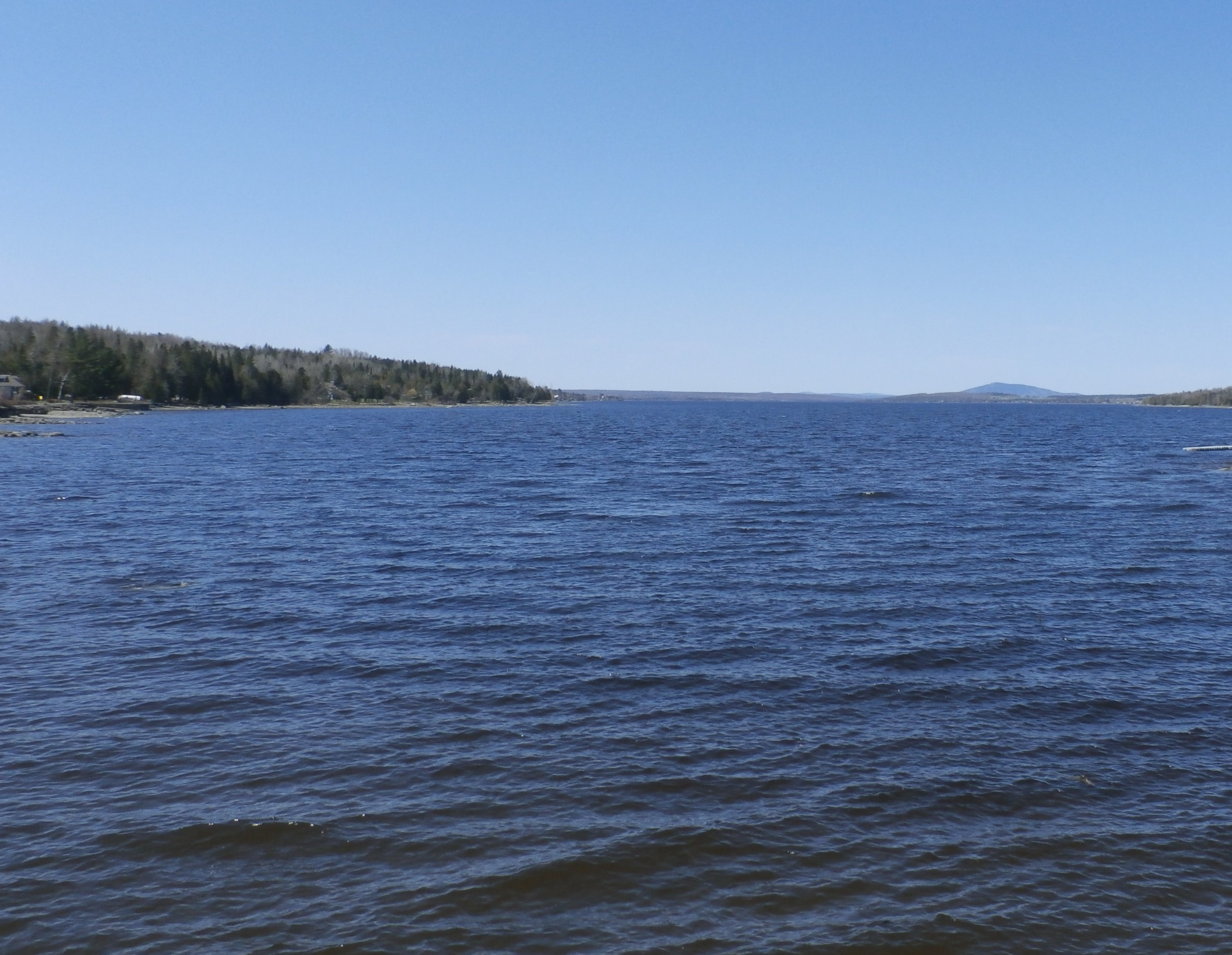
Grand lac Saint-François vu du pont du ruisseau Rouge sur la route 263 à Saint-Romain.

Ce grand lac est caractérisé par la baie Sauvage (longue de 7,5 km) située au sud-ouest du lac. Il comporte plusieurs îles, baies et presqu'îles.
D'une forme allongée couvrant 51 km², ce lac s'étire sur plus de 25 km ; sa largeur varie généralement entre 1,5 et 2,5 km. La largeur maximale du lac est dans la partie nord, où le lac forme une longue baie s'étirant vers le sud-ouest jusqu'au barrage de retenue situé à l'embouchure. Le Grand lac Saint-François constitue le principal plan d'eau de tête de la rivière Saint-François. Cette rivière coule à priori sur 10,7 km vers les sud-ouest pour rejoindre le lac Aylmer à Disraeli (ville), que le courant traverse pour se diriger vers le sud.

### Hydrographie
- Rivière Felton
  - Rivière Sauvage 
  - Rivière Legendre
  - Rivière Blanche
  - Rivière Noire
- La Petite Rivière
- Rivière aux Bluets
  - Rivière aux Bluets Sud
  - Rivière Ashberham
- Petite rivière Muskrat
- Rivière Muskrat
- Rivière de l'Or

## Toponymie
Le nom du lac, qui a la même origine que celui de la rivière, évoque la mémoire de François de Lauson seigneur de La Citière dont les terrains étaient limités par la rivière. Dès 1635, la Compagnie des Cent-Associés octroya la seigneurie de La Citière à son père Jean. Cette seigneurie était bornée par ce cours d'eau, tel qu'indiqué dans un acte de 1638 signé de la main du gouverneur de Montmagny.
Les Abénaquis nomment quant à eux le lac Ônkobagak, ce qui signifie « lac relié ». Le lac portait avant 2007 le nom de lac Saint-François. Il fut renommé pour éviter la confusion avec le Petit lac Saint-François (Ashberham) qui est situé à 1,5 km au nord-ouest de celui-ci.
En 1815, le vaste territoire ou est situé le lac n'était pas encore arpenté comme le mentionne Joseph Bouchette dans son livre Description topographique du Bas-Canada. Il précise qu'au moins 12 cantons autour du lac Saint-François ne sont pas encore arpentés et que les seuls détails, descriptions verbales et les dessins sont approximatifs et proviennent des chasseurs indiens et des trappeurs qui avaient traversé le territoire qui était encore inhabité ; il spécifie qu'il existe deux lacs reliés par une rivière. Plus tard, en 1917, le barrage à la décharge du lac augmentera le niveau de 7 mètres et augmentera la superficie à sa grandeur actuelle.
Le Petit lac Saint-François est situé à 1,5 km au nord-ouest du Grand lac Saint-François. À la suite de la requête des municipalités riveraines et dans un objectif d'éviter la confusion avec les autres hydronymes utilisant l'appellation « Lac Saint-François », le 10 mai 2007, l'appellation « Grand lac Saint-François » a été officialisé par la Commission de toponymie du Québec en remplacement de la désignation « Lac Saint-François ».